# 卢卡斯·马科夫斯基
卢卡斯·马科夫斯基（英語：Lucas Makowsky，1987年5月30日—），加拿大男子速度滑冰运动员。他曾代表加拿大获得2010年冬季奥运会速度滑冰比赛男子团体追逐赛金牌。他也参加了2014年冬季奥运会。